# Coqueiros do Sul

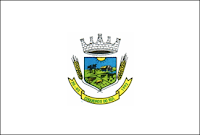
Luis Eduardo Huerta Farias

Coqueiros do Sul es un municipio brasileño del estado de Rio Grande do Sul.
Se encuentra ubicado a una latitud de 28º07'08" Sur y una longitud de 52º46'57" Oeste, estando a una altitud de 601 metros sobre el nivel del mar. Su población estimada para el año 2004 era de 2.594  habitantes.
Ocupa una superficie de 257,44 km².
- Datos: Q1749866
- Multimedia: Coqueiros do Sul / Q1749866